# Fort du Petit Minou
Le fort du Petit Minou est installé sur la côte nord du goulet de Brest à Plouzané, en Bretagne (département du Finistère). Construit entre 1692 à 1697, il fait partie des nombreuses fortifications érigées pour protéger la rade de Brest des menaces maritimes.

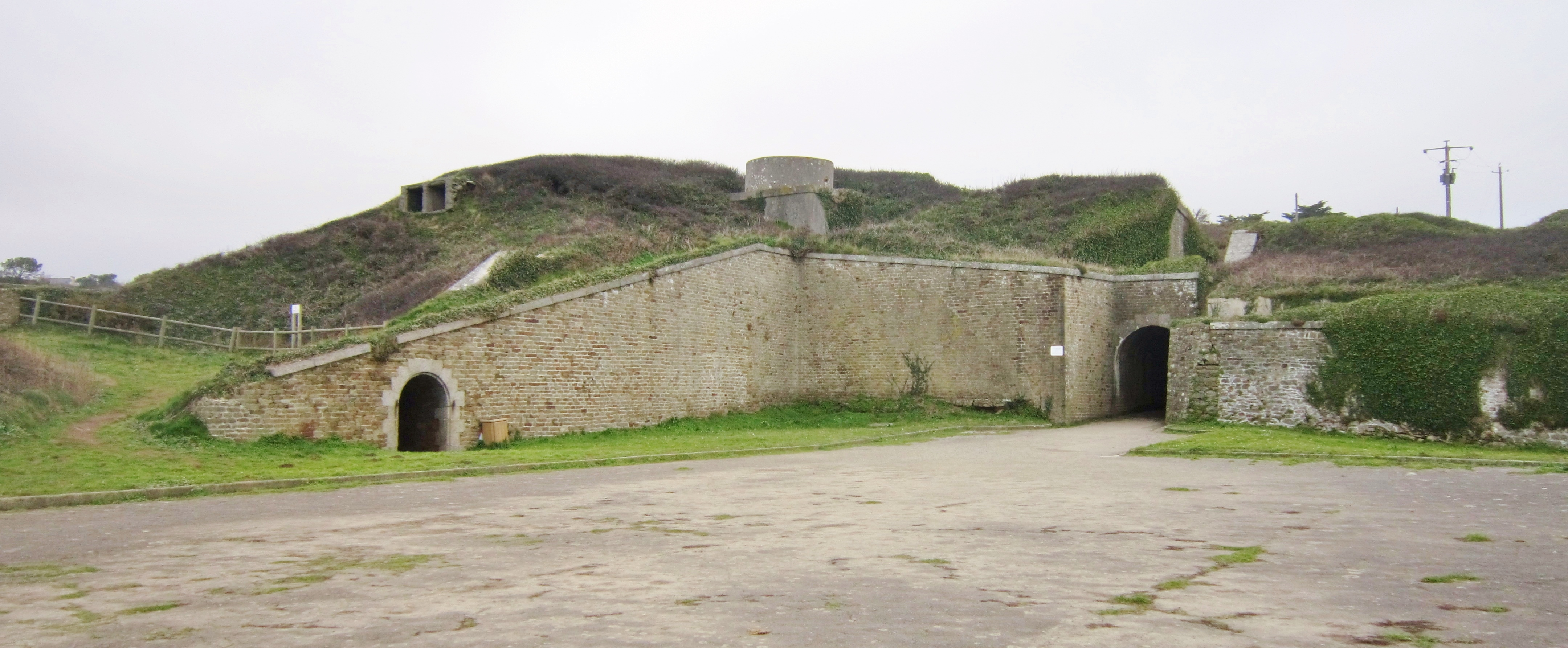
Le fort du Petit Minou vu de l'intérieur de sa cour.

## Description
C'est une enceinte en maçonnerie de moellons de 6 mètres de hauteur moyenne, bordée d'une douve de 3 m de profondeur pour 9,5 m de largeur.
L'entrée du fort, remaniée, est dotée d'une porte monumentale à pont-levis surmontée d'une bretèche sur laquelle est gravée la lettre V évoquant probablement le signe de la victoire.

## Historique
Dans la perspective de tentatives de débarquement anglais, Vauban complète le dispositif de défense du Goulet de Brest en y installant des canons de 240, un poste de commandement, des directions de tir et des magasins.
Le fort est renforcé au XVIIIe et XIXe siècles. Entre 1845 et 1856, la défense terrestre (la gorge) est améliorée et des  parapets à embrasures adaptés à la nouvelle artillerie qui tire à barbette sont élevés. La batterie est aménagée sous le fossé sec du fort par déroctage entre 1887 et 1889.
Le phare du Petit Minou est construit en 1848 au bout de la pointe.
Après la Première Guerre mondiale, le fort est démilitarisé et accueille un hôtel rôtisserie où sont notamment tournées, en 1939 les premières scènes du film Remorques avec Jean Gabin et Michèle Morgan.
Le fort est occupé par les troupes allemandes en 1940 qui y construisent un imposant blockhaus.
Après la libération du Minou, début septembre 1944, les restes de l'ancien hôtel sont rasés.
Ayant perdu sa vocation militaire, le fort du Minou est acquis par la commune de Plouzané et ouvert au public depuis octobre 2007.

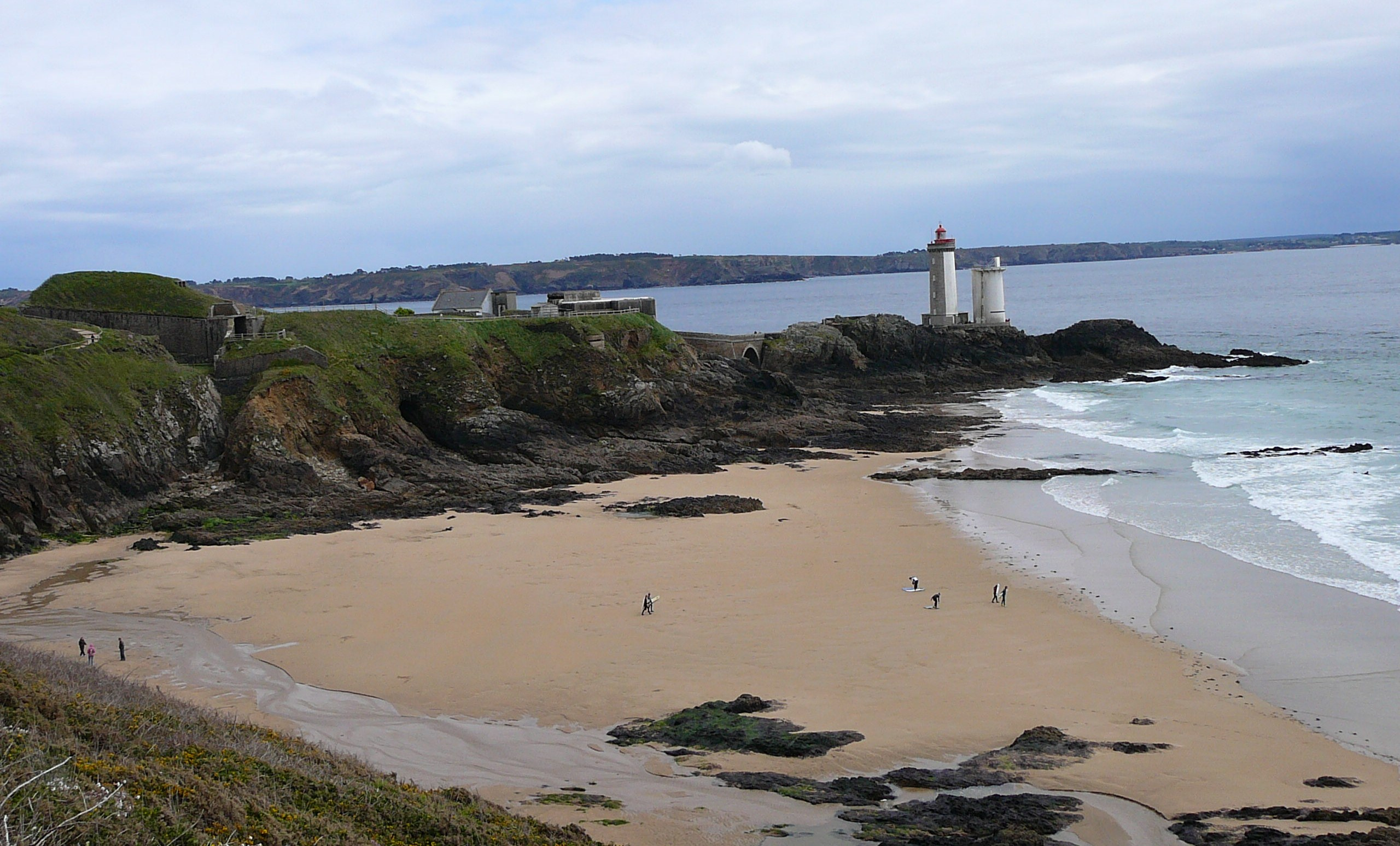
Vue sur le fort, la plage et le phare du Minou. Des blocs de granite de l'Aber-Ildut s'observent au pied de la falaise.